# Eslida
Eslida é um município da Espanha na província de Castelló, Comunidade Valenciana. Tem 18,1 km² de área e em 2021 tinha 749 habitantes (densidade: 41,4 hab./km²).

## Demografia
| Variação demográfica do município entre 1991 e 2004 | Variação demográfica do município entre 1991 e 2004 | Variação demográfica do município entre 1991 e 2004 | Variação demográfica do município entre 1991 e 2004 |
| --------------------------------------------------- | --------------------------------------------------- | --------------------------------------------------- | --------------------------------------------------- |
| 1991                                                | 1996                                                | 2001                                                | 2004                                                |
| 846                                                 | 775                                                 | 764                                                 | 828                                                 |